# Homoschema pseudobuscki
Homoschema pseudobuscki es una especie de insecto coleóptero de la familia Chrysomelidae. Fue descrita científicamente en 2001 por Blanco & Duckett.